# Coloration de Von Kossa
La coloration histologique de von Kossa est utilisée pour quantifier la minéralisation en culture cellulaire et en coupes histologiques.

## Utilisation
Il s'agit d'une méthode de coloration pour illustrer la minéralisation telle que le calcium et le potassium dans les tissus,,,. Cette coloration est utile pour les diagnostics de calcinoses (ex. : chondrocalcinose, néphrocalcinose, calcinose cutanée…). Elle peut également être utilisée pour détecter des calcifications dans des tumeurs.

## Méthode
Le principe de cette coloration est basé sur la transformation des sels de calcium en sels d'argent : les ions calciques, liés aux phosphates, sont remplacés par des ions d'argent apportés par une solution de nitrate d'argent. Placé sous une source lumineuse, les phosphates d'argent subissent une dégradation photochimique, conduisant à l'observation de dépôts d'argent métallique. Une contre-coloration au rouge nucléaire permet de colorer les noyaux des cellules en rouge et leur cytoplasme en rose.
La coloration Von Kossa peut être utilisée sur tous les types de tissus susceptibles de présenter des dépôts de calcium anormaux. Les articulations, les vaisseaux sanguins et les reins sont les plus souvent concernés.